# TMTOWTDI
Принцип TMTOWTDI (произносится «Тим Тоуди»), или «There’s More Than One Way To Do It» («Есть больше одного способа сделать это») — девиз языка Perl. Этот принцип с самого начала имелся в виду при создании данного языка программирования. В соответствии с этой идеей синтаксис языка предоставляет программисту множество возможностей для записи одного и того же алгоритма, позволяя выбирать ту из них, которая кажется наиболее удобной и эффективной в данном конкретном случае. С одной стороны, это упрощает написание кода — нужно знать лишь один способ из многих, с другой — усложняет чтение чужого кода, так как для этого нужно знать все способы, которые могут встретиться. Это делает возможным написание чрезвычайно запутанных и трудночитаемых программ, но, как утверждают сторонники принципа TIMTOWTDI, позволяет в то же время проще создавать краткий, эффективный и качественный код.
Согласно perlstyle, рекомендуется выбирать из нескольких способов записи тот, который улучшит читаемость кода:

Perl спроектирован так, чтобы дать несколько способов сделать одно и то же, обдумайте и выберите наиболее читаемый.
Оригинальный текст (англ.)Perl is designed to give you several ways to do anything, so consider picking the most readable one.

В то же время «Дзэн языка Python» включает в себя обратный принцип:

Должен быть один — и желательно только один — очевидный способ сделать это.
Оригинальный текст (англ.)There should be one—and preferably only one—obvious way to do it.